# An Dũng, Đức Thọ
An Dũng là một xã thuộc huyện Đức Thọ, tỉnh Hà Tĩnh, Việt Nam.
Tên của xã được ghép từ tên của hai xã cũ là Đức An và Đức Dũng.

## Địa lý
Xã An Dũng nằm ở phía nam huyện Đức Thọ, có vị trí địa lý:
- Phía đông giáp huyện Can Lộc và xã Thanh Bình Thịnh
- Phía tây giáp xã Đức Đồng và xã Tân Dân
- Phía nam giáp xã Tân Hương
- Phía bắc giáp xã Lâm Trung Thủy.

Xã An Dũng có diện tích 24,71 km², dân số năm 2018 là 8.366 người, mật độ dân số đạt 339 người/km².

## Lịch sử
Địa bàn xã An Dũng hiện nay trước đây vốn là hai xã Đức An và Đức Dũng thuộc huyện Đức Thọ.
Trước khi sáp nhập, xã Đức An có diện tích 13,22 km², dân số là 4.822 người, mật độ dân số đạt 365 người/km². Xã Đức Dũng có diện tích 11,49 km², dân số là 3.544 người, mật độ dân số đạt 308 người/km².
Ngày 21 tháng 11 năm 2019, Ủy ban Thường vụ Quốc hội ban hành Nghị quyết số 819/NQ-UBTVQH14 về việc sắp xếp các đơn vị hành chính cấp xã thuộc tỉnh Hà Tĩnh (nghị quyết có hiệu lực từ ngày 1 tháng 1 năm 2020). Theo đó, sáp nhập toàn bộ diện tích và dân số của hai xã Đức An và Đức Dũng thành xã An Dũng.